# Andrij Mihajlovics Danilko
Andrij Mihajlovics Danilko (ukránul: Андрій Михайлович Данилко; Poltava, 1973. október 2. –), művésznevén Vjerka Szergyucska (Вєрка Сердючка) ukrán énekes, aki az őrült idős hölgy figuráját felvéve énekli dalait.
A 2007-es Eurovíziós dalversenyen Ukrajnát képviselte a Dancing Lasha Tumbai című számával, és a második helyen végzett.
Egyszerű családból származik. Az általános iskolában megígérte az egyik osztálytársának, Anya Szergyuknak, hogy egyszer ismertté teszi a nevét. Ebből a névből némileg átalakítva származik a Szergyucska név. A „szerducska” szó egyébként oroszul „állandóan sértődöttet” jelent.
A tanulmányai befejeztével Danilko Kijevben klasszikus zenei képesítést akar szerezni, de nem veszik fel oda, ehelyett technikai iskolában tanul tovább. Egy évvel később az Estrando cirkusziskolába megy, de másfél év után abbahagyja.
1997-ben már mint Verka Szergyucska kapott egy kis mellékszerepet egy ukrán vígjátéksorozatban az ukrán tévében.

## Diszkográfia

### Album
- Я рождена для любви (Ya rozhdena dlya lyubvi, I was born for love) (1998)
- Гоп-гоп (Gop-gop) (2002)
- Чита дрита (Chita drita) (2003)
- Ха-ра-шо (Kha-ra-sho - Good) (2003)
- Жениха хотела (Zhenikha khotela - I wanted a husband) (2004)
- После тебя (Posle tebya - After you) (2005) (released under the name Danylko: instrumental music)
- Новые песни Верки Сердючки (Novye pesni Verki Serdyuchki - The new songs of Verka Serduchka) (2006)
- Tralli-Valli (2006)
- Dancing Europe (2007)
- DoReMi DoReDo (2008)

### Szólók
- Всё будет хорошо (Vse budet horosho, Everything will be fine) (2003)
- Гоп гоп (Hop hop[14], Jump jump) (2003)
- Пирожок (Pyrozhok, Pie) (2003)
- горилка (Horilka) (2003)
- Контролер (Kontroler, Ticket collector) (2003)
- Чита Дрита (Chyta-dryta) (2004)
- Попала На Любовь (Ya popala na lubov, I Fell on Love) (2004)
- Тук тук тук (Tuk tuk tuk, Knock Knock Knock) (2004)
- Horosho krasavitsam (Tis' swell to be a belle) (2006)
- Tralli-valli (2006)
- A ja smejus' (And I'm laughin') (2006)
- Dancing Lasha Tumbai (2007)
- Kiss please (2007)
- I am Eurovision Queen (2008)
- До-ре-ми (Do Re Mi) (2008)

## Érdekes tények
2022 novemberében Andrij Danilko árverésre bocsátotta a Sotheby's-nál a korábban megvásárolt Rolls-Royce Silver Shadow 1974-et, amely Freddie Mercuryé volt. 2022. november 5-én az autót egy árverésen 250 000 fontért (11 millió hrivnyáért) adták el. A bevétel teljes 100%-át Andrij Danilko egy új, modern központ építésére fordította a megsérült ukránok rehabilitációjával és protetikai kezelésével. a háború Lviv régiójában.